# Hamilton (Dakota du Nord)
Pour les articles homonymes, voir Hamilton.
La ville américaine de Hamilton est située dans le comté de Pembina, dans l’État du Dakota du Nord. Lors du recensement de 2010, sa population s’élevait à 61 habitants.

## Démographie
| Groupe            | Hamilton | Dakota du Nord | États-Unis |
| ----------------- | -------- | -------------- | ---------- |
| Blancs            | 100      | 90,0           | 72,4       |
| Autres            | 0        | 10,0           | 27,6       |
| Total             | 100      | 100            | 100        |
|                   |          |                |            |
| Latino-Américains | 0        | 2,0            | 16,7       |

Selon l'American Community Survey, pour la période 2011-2015, 100 % de la population âgée de plus de 5 ans déclare parler l'anglais à la maison.
| 1890 | 1900 | 1910 | 1920 | 1930 | 1940 |
| ---- | ---- | ---- | ---- | ---- | ---- |
| 257  | 224  | 213  | 200  | 151  | 255  |

| 1950 | 1960 | 1970 | 1980 | 1990 | 2000 |
| ---- | ---- | ---- | ---- | ---- | ---- |
| 241  | 217  | 110  | 109  | 74   | 73   |

| 2010 | - | - | - | - | - |
| ---- | - | - | - | - | - |
| 61   | - | - | - | - | - |

## Source
- (en) Cet article est partiellement ou en totalité issu de l’article de Wikipédia en anglais intitulé « Hamilton, North Dakota » (voir la liste des auteurs).